# Z mého kraje
Sbírku lyrických básní Z mého kraje vydal Antonín Sova poprvé v roce 1893. Básnická sbírka obsahuje 38 impresionistických básní skládajících se vždy z jedné strofy obsahující 12 veršů se střídavým rýmem s velkou hudebností verše. Sbírka je uvozena na začátku prologem a na konci epilogem. Jednotlivé básně mezi nimi postupně zobrazují témata, s nimiž se autor setkával ve své rodné jihočeské krajině od konce zimy, přes jednotlivá roční období až do další zimy.
Námětem básní je krása jihočeské přírody a hlavně okolí Lukavce a Pacova, který byl autorovým rodištěm, místem života i úmrtí. V jednotlivých básních autor nechává působit krásu a harmonii přírody na všechny lidské smysly, umožňuje čtenáři nejen pozorovat krásu zrakem, ale upozorňuje jej i na zvuky vycházející z přírody a dává mu též pocítit její vůně. V duchu impresionismu se snaží s důrazem na barevnost a pestrost v každé básni navodit jedinečnou atmosféru, ve které čtenář může lépe vnímat nejen krásy krajiny jako celku (básně Květnový sen, Táborské kraje) i jednotlivých prvků v ní (Pole, Rybníky, Potoky), ale též sledovat osudy zajímavých lidí (Figurka, U „Josifa“, Starý chirurg), nebo se zúčastnit opakujících se dějů na vsi (Žně, Pouť v zimě, Ježíšek), či se může nechat unášet nostalgií po minulých časech (Před lety ještě …). Zajímavé jsou v básních bohatě uváděné názvy a popisy rostlin a zvířat žijících v kraji, jejichž znalcem autor musel být.

## Vybrané básně

### Květnový sen
Báseň navozuje atmosféru krásy jarní květnové přírody působící na zrak světlem padajícím na zelené listy, čich je opájen vůní chvojí a sluch vnímá zvuky letících ptáků.

### U „Čtyř krejcarů“
Báseň zobrazuje dojem, kterým působí na pozorovatele samota uprostřed lesa obklopená kapradím a vřesem. V souladu s divokostí přírody žijí i její obyvatelé, u kterých je možné hledat to, co se ztratí z domků v okolních vesnicích. Přesto je hezké, že tam lišky dávají dobrou noc.

### Před lety ještě …
Konfrontace minulosti a přítomnosti na příkladu dopravy v básníkově kraji. Dříve se po silnicích pomalu vlekly formanské vozy, které nahradila rychlejší železnice (dráha) a s tím umřela někdejší poezie silnic.

### Figurka
Popis pro vesnici nezvyklého módního šviháka, kterým je krejčík vrátivší se z Vídně, a jeho vychloubačného chování před celou vesnicí.

### Zlatá kniha
Autor s otcem pročítá starou školní knihu se jmény dřívějších školáků. Navozuje atmosféru vzpomínek na staré školní časy, ze kterých dnes zbyla jen jména dnes již mrtvých lidí.

### Rybníky
Vychvaluje krásu českých rybníků, které přirovnává ke slitému stříbru žíhanému temnými stíny pod oblaky. Popisuje život rostlin a zvířat v jejich okolí a vůni puškvorců z nich stoupající.

### Táborské kraje
V básni autor vyjadřuje svoji lásku a obdiv ke kraji v okolí Tábora. Vyzdvihuje jeho kopce, silnice, lesy, hájovny, malá města, zbořené hrady a slávu Žižky.

### Lilkový květ
Báseň oslavuje krásu lilkového květu v parném létě, který vyrůstá na bramborových keřících, jež jsou v kraji tak hojně rozšířené v dlouhých brázdách polí. Sám básník pak připojuje názor, že se jedná o denní pokrm chudých, a tak je třeba se za něj aspoň modlit.

### V chalupě
Atmosférou večera ve světnici v chalupě nasáklá báseň zobrazuje pojídání horkých brambor ze společné mísy zapíjených kyselým mlékem, cinkání lžic a vtipy chasy i hospodáře hrajícího si s děckem, předoucí babičku a čtoucího dědu.

### Ježíšek
Autor pozoruje přes okno atmosféru tehdejších Vánoc v nějaké chalupě, všímá si tradiční přírodní výzdoby, jesliček, stromku, které přeměnily vše na ráj plný veselého dětského smíchu. V básni se objevuje personifikace, když stromek kyne autorovi snítkou.